# Вильц (река)
Вильц (люкс. Wolz, нем. Wiltz) — река в Люксембурге и Бельгии, приток реки Зауэр.
Исток реки находится в Бельгии в Арденнах неподалёку от города Бастонь. Верхнее течение реки на территории Бельгии обозначается как Бастонь. Течёт на юго-восток, пересекает бельгийско-люксембургскую границу. У коммуны Каутенбах принимает воды левого притока, реки Клерф. Вильц впадает в Зауэр в районе коммуны Буршейд.
Длина реки — около 42 км. Площадь бассейна — 80 км². Высота устья составляет 235 м.